# Dodonowo
Dodonowo (russisch Додоново [dɐˈdonəvə], Ausspracheⓘ) ist eine Siedlung (possjolok) in der Region Krasnojarsk (Russland) mit 700 Einwohnern (Stand 14. Oktober 2010). Sie liegt am rechten Ufer des Jenissei.
Dodonowo wurde 1949 im Zusammenhang mit dem Bau der Kerntechnischen Anlage in der heutigen geschlossenen Stadt Schelesnogorsk gegründet. An dieser Stelle entstand eine zunächst provisorische Siedlung für die ersten Bauarbeiter des Werkes und der Stadt sowie ihre Familien. Somit beginnt die Geschichte von Schelesnogorsk in der Siedlung Dodonowo.
Die Siedlung mit einem alten und einem neuen Teil gehört zum Stadtkreis Schelesnogorsk. Einerseits besitzt der Ort eine moderne Infrastruktur, andererseits werden aus der Sowjetzeit stammende Wirtschaftseinrichtungen nicht mehr genutzt und landwirtschaftliche Flächen kaum noch bewirtschaftet.
Dodonowo ist als Ortschaft bekannt, in der eine Reihe von Dialekten und Sprachen vermischt sind: dort werden aufgrund der sehr unterschiedlichen Herkunft der Bewohner mittelrussische Dialekte vermischt Ukrainismen, Polonismen und Germanismen gesprochen.

## Galerie

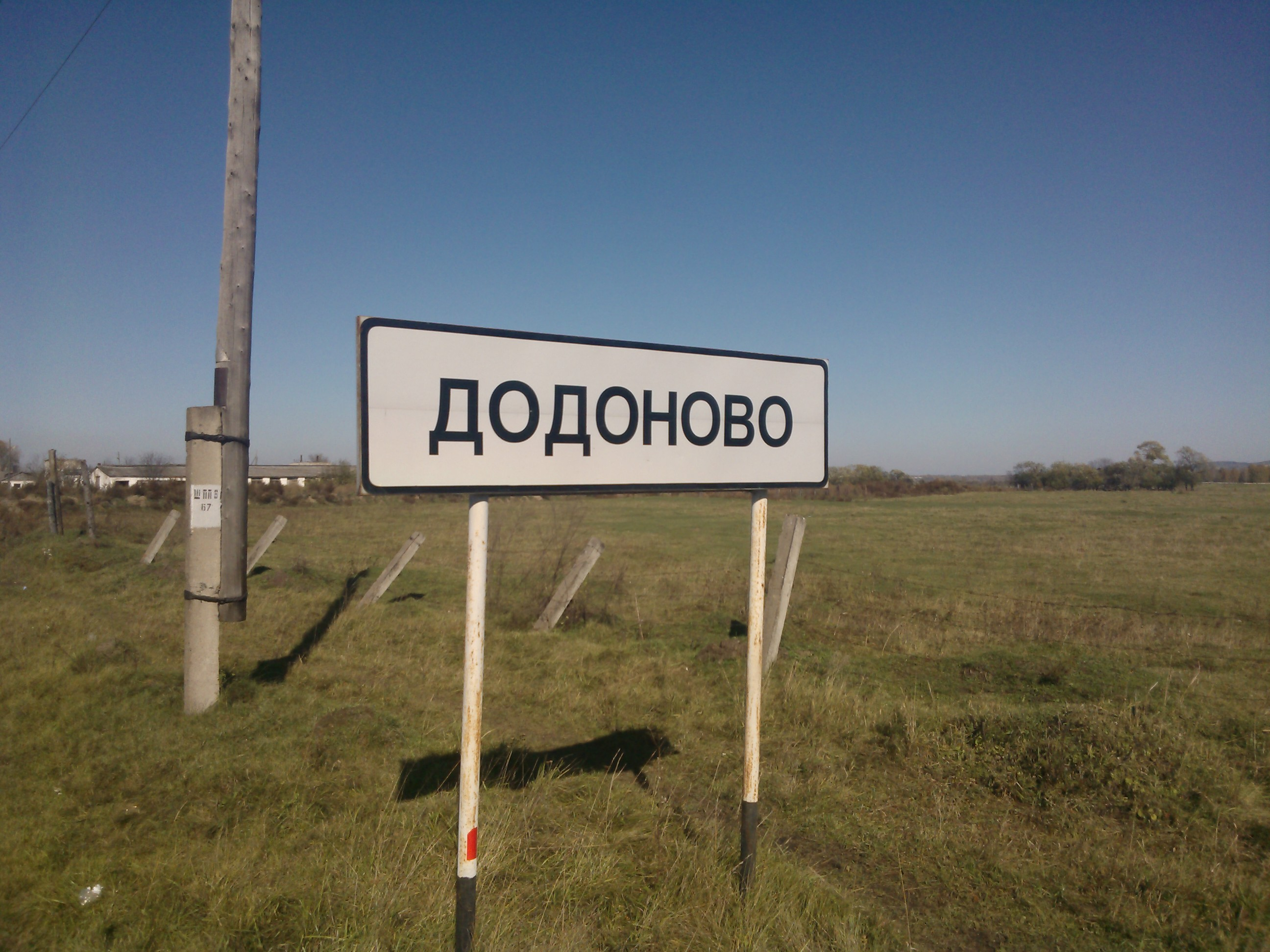
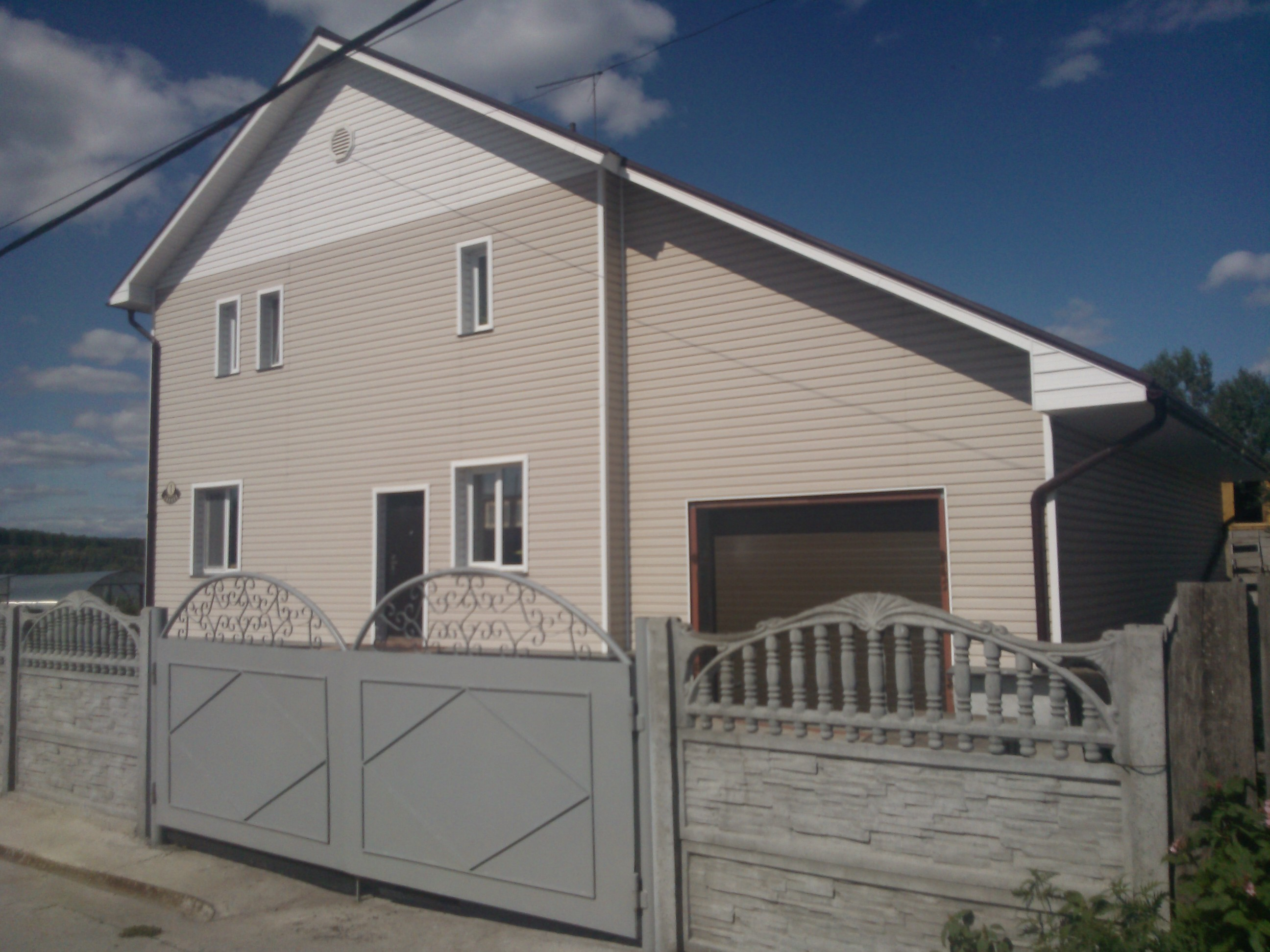
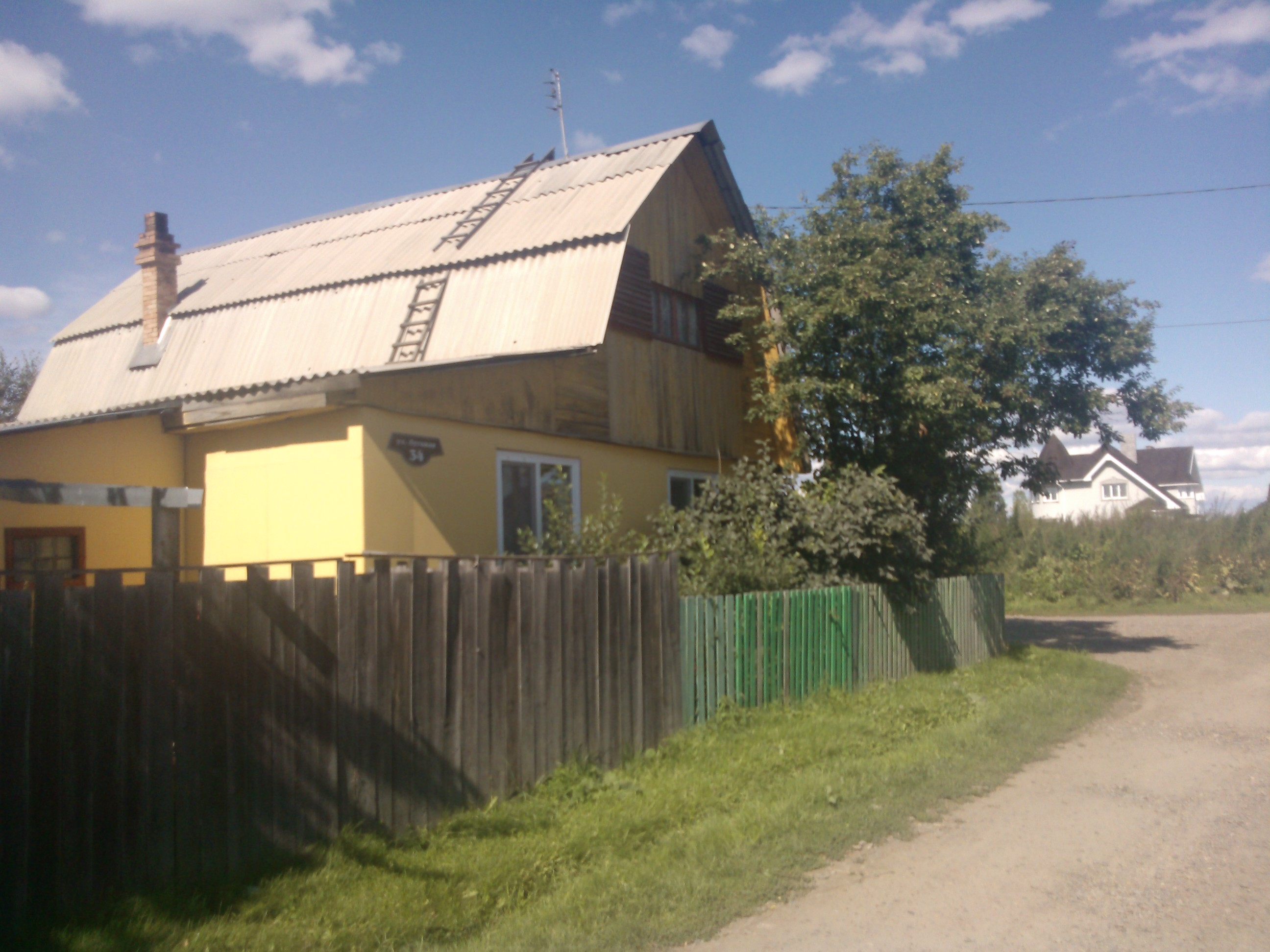
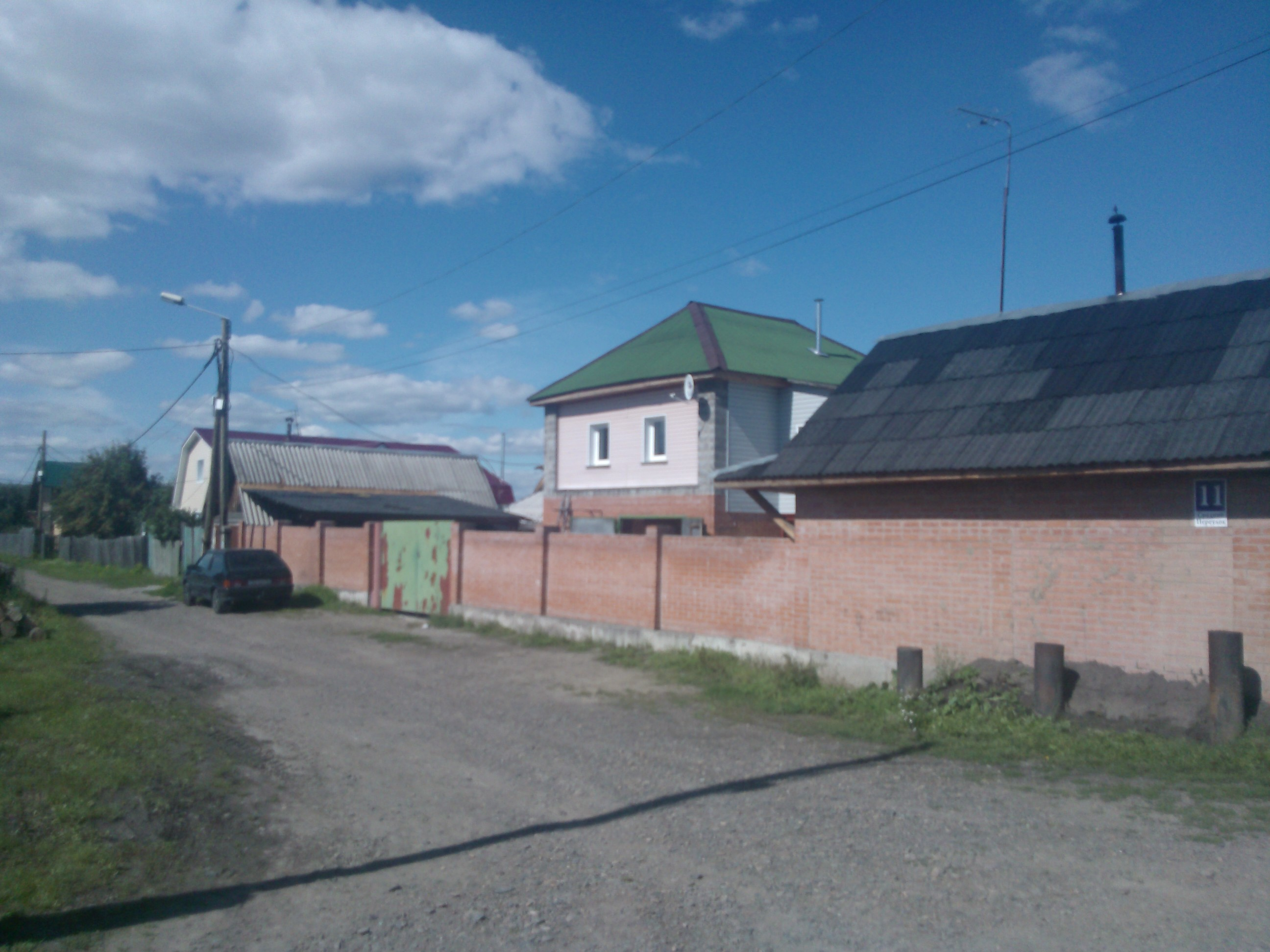
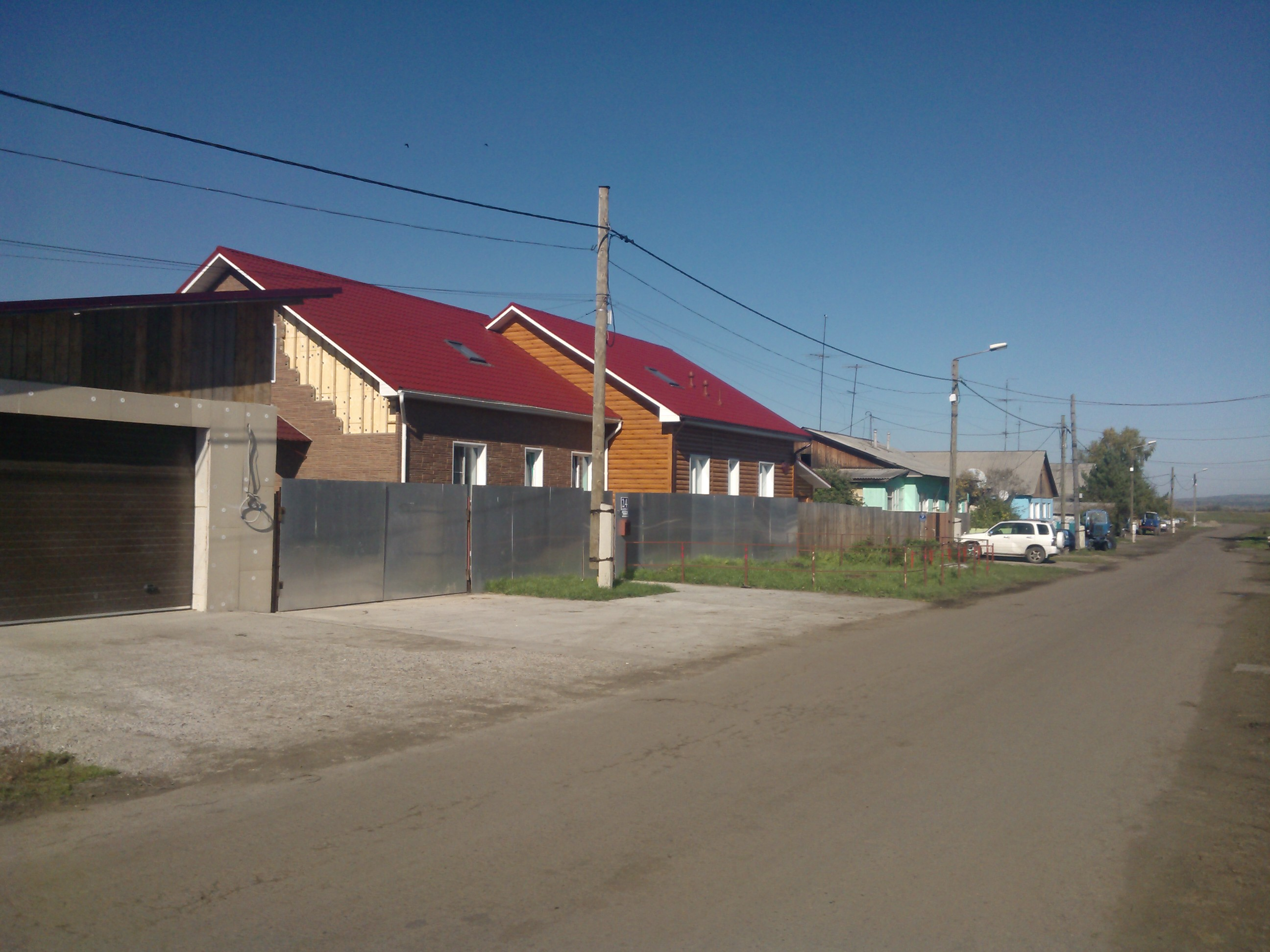
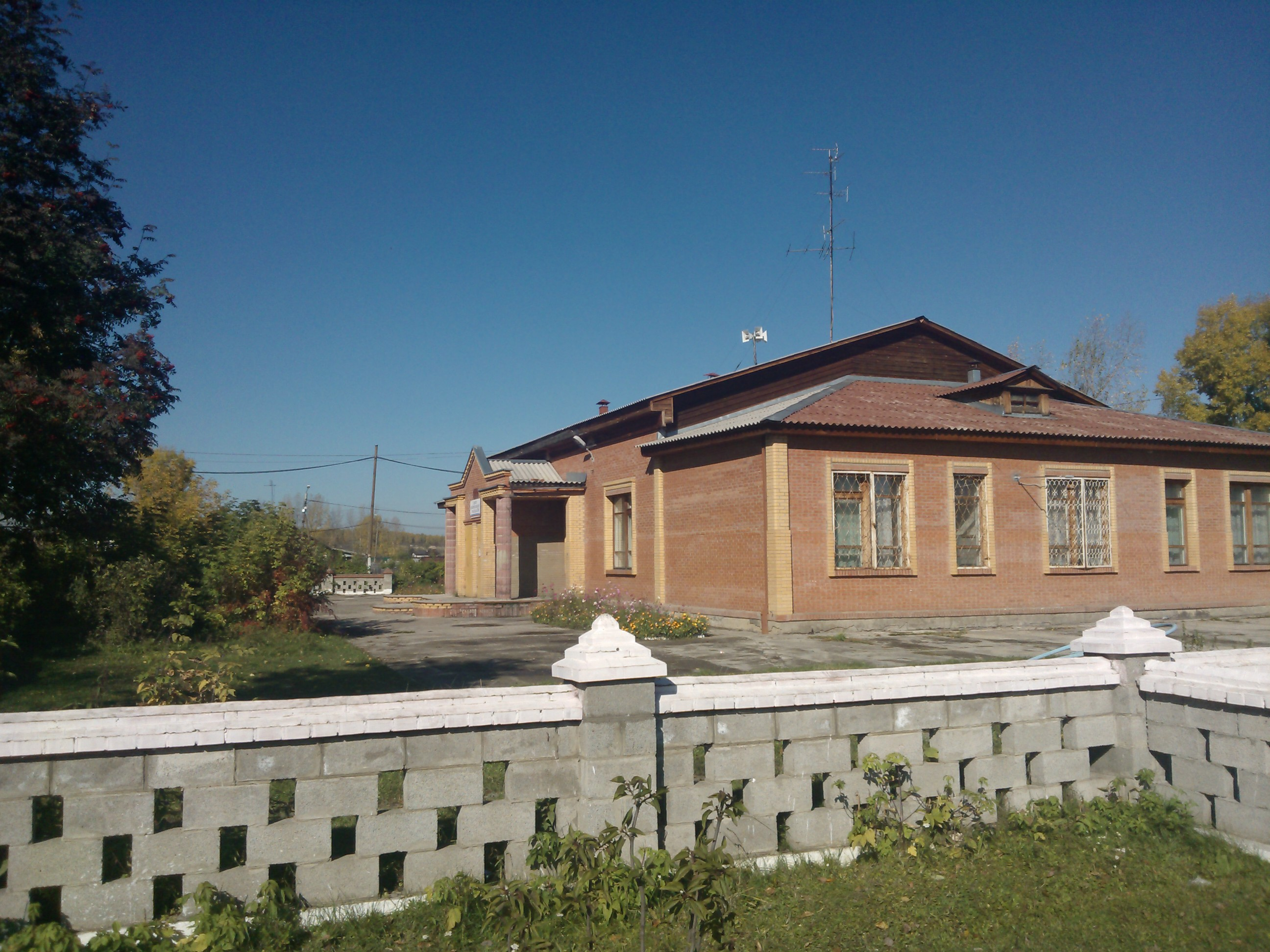
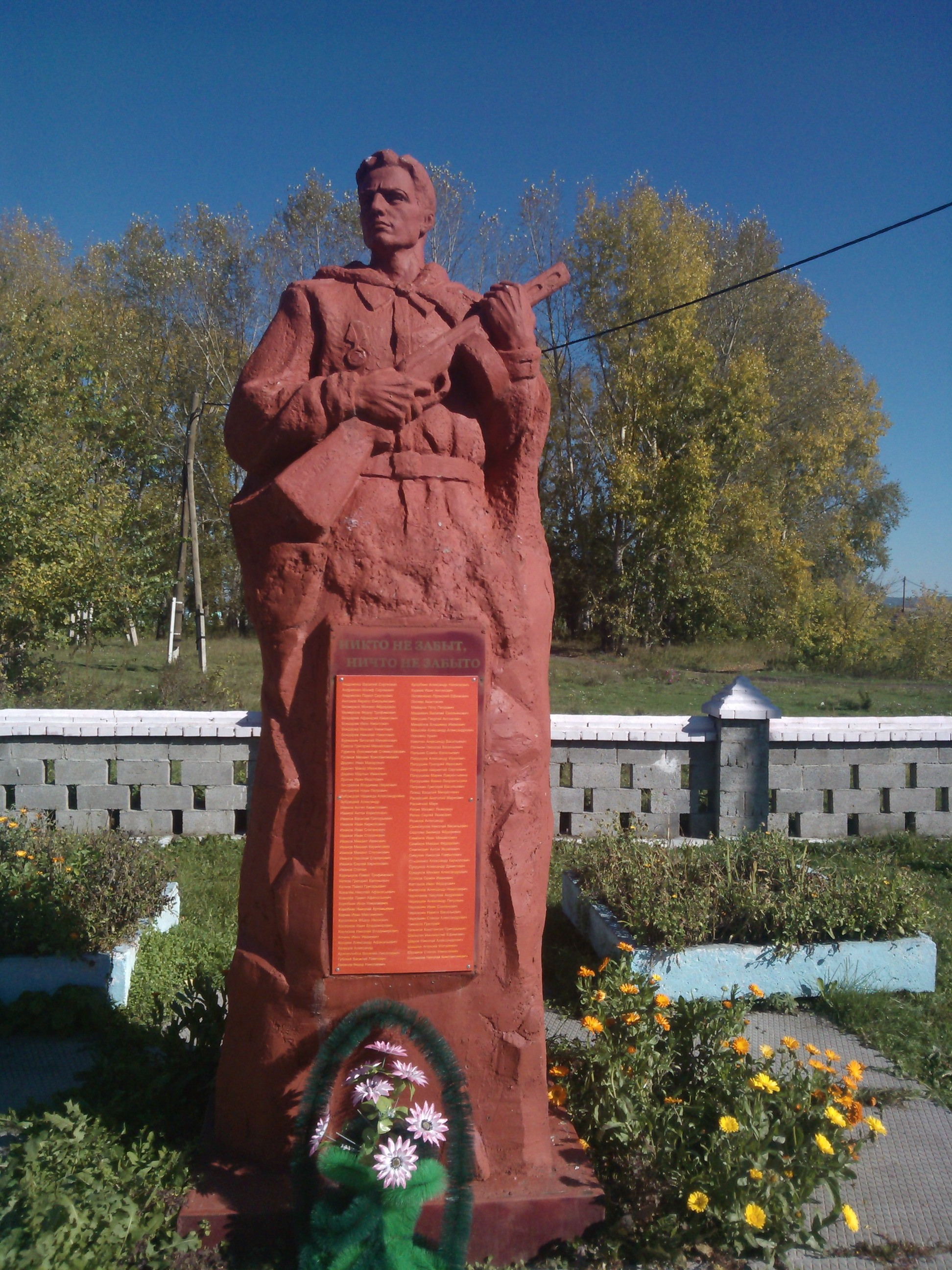
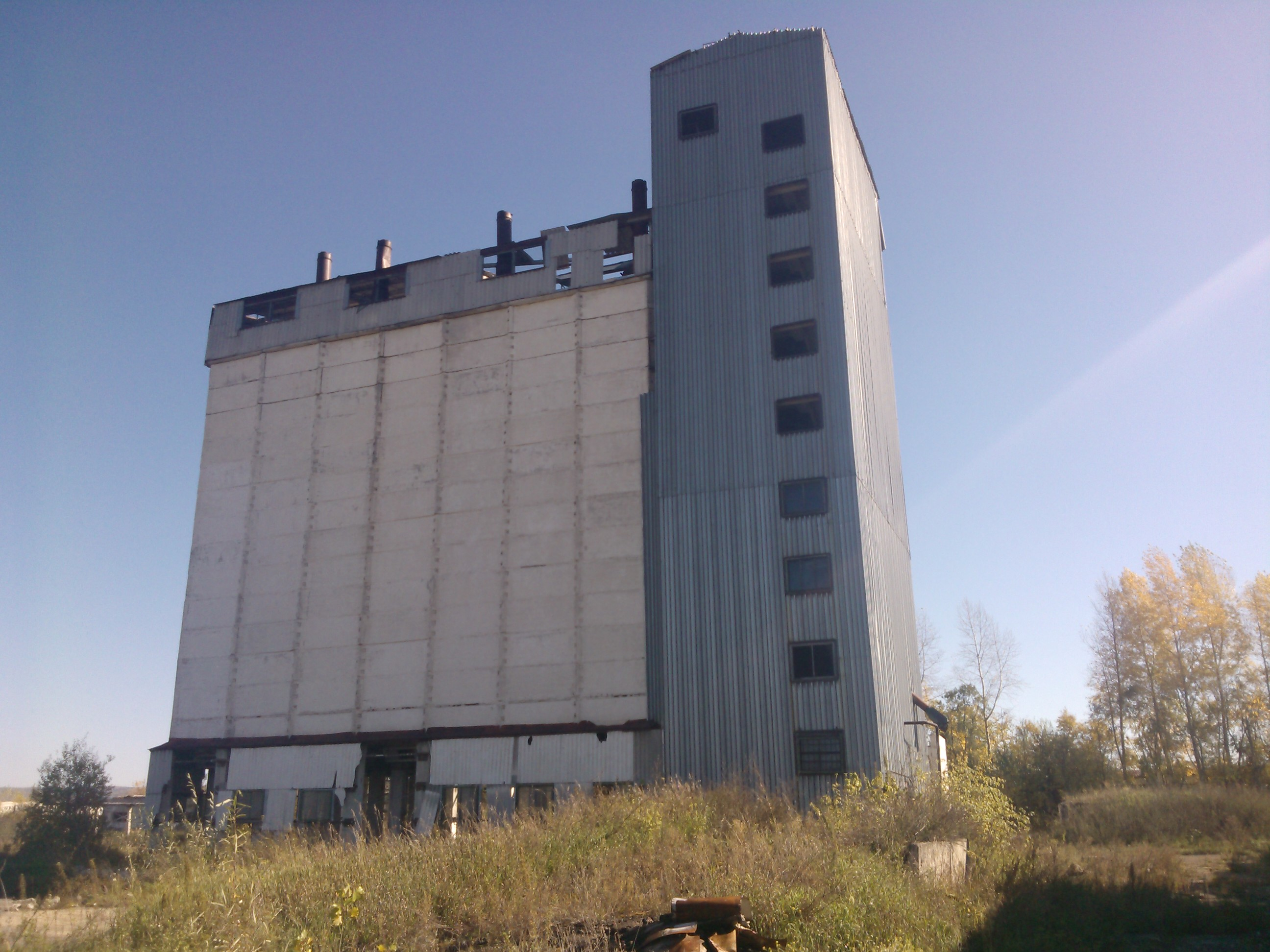
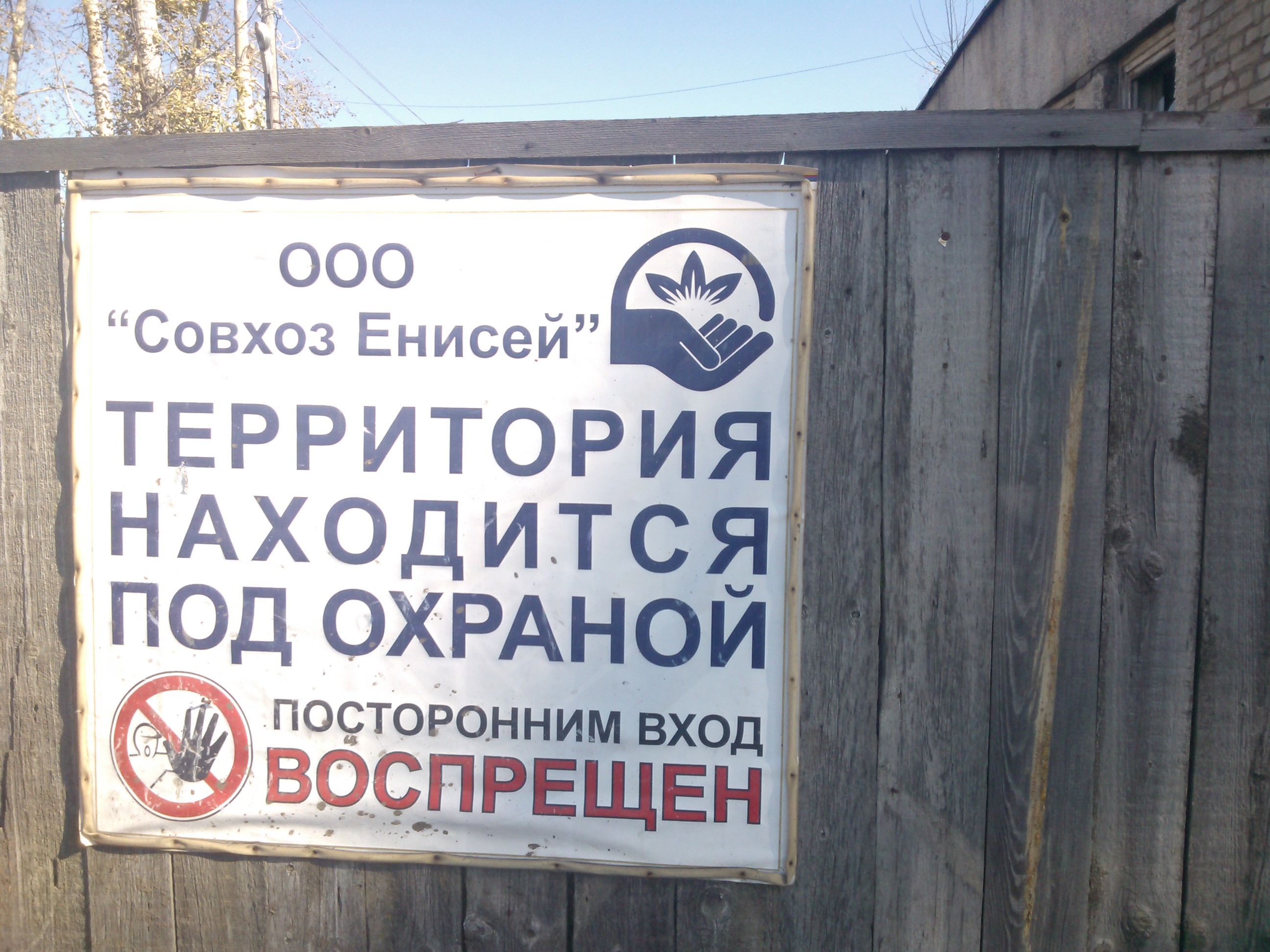
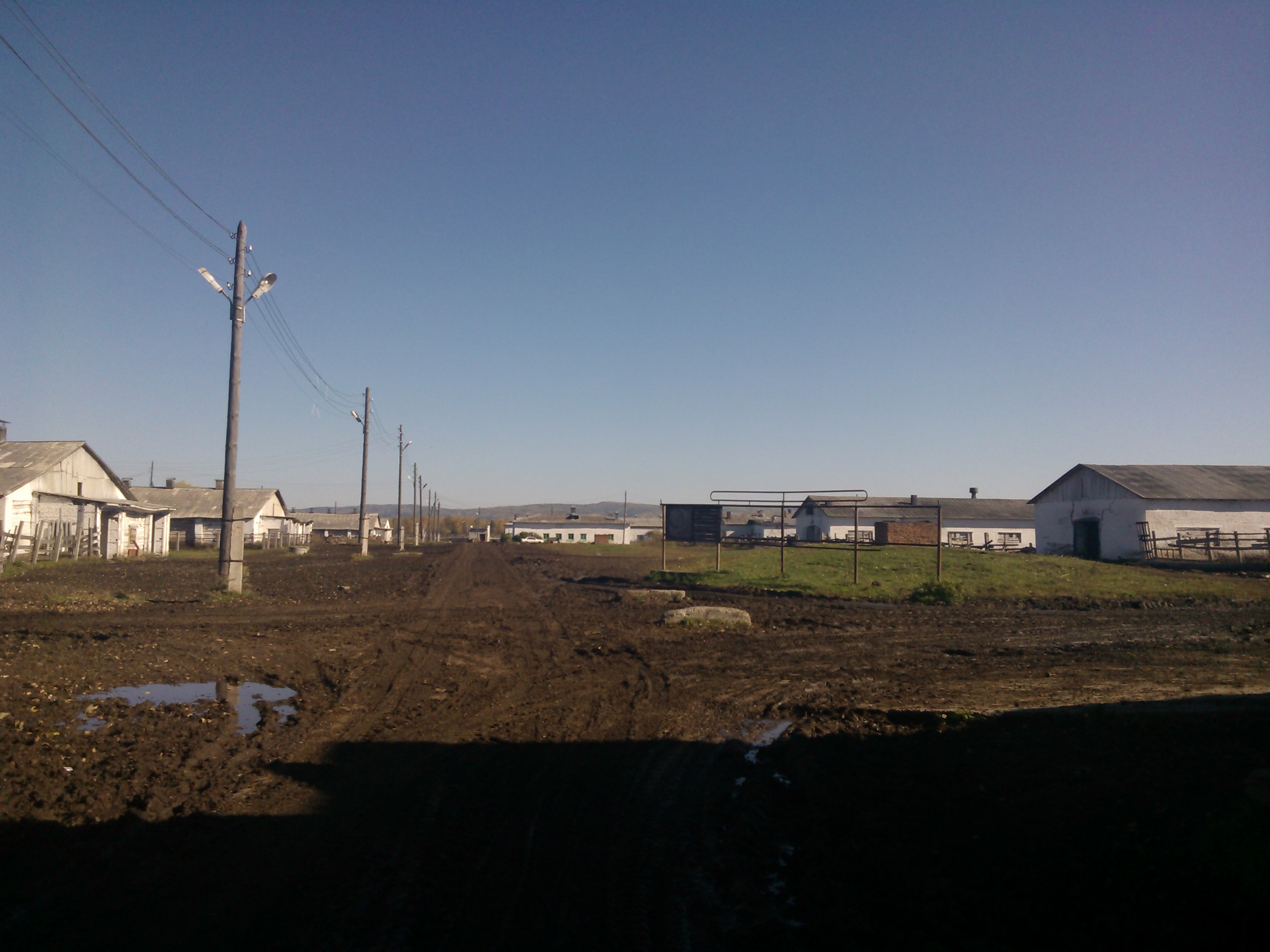
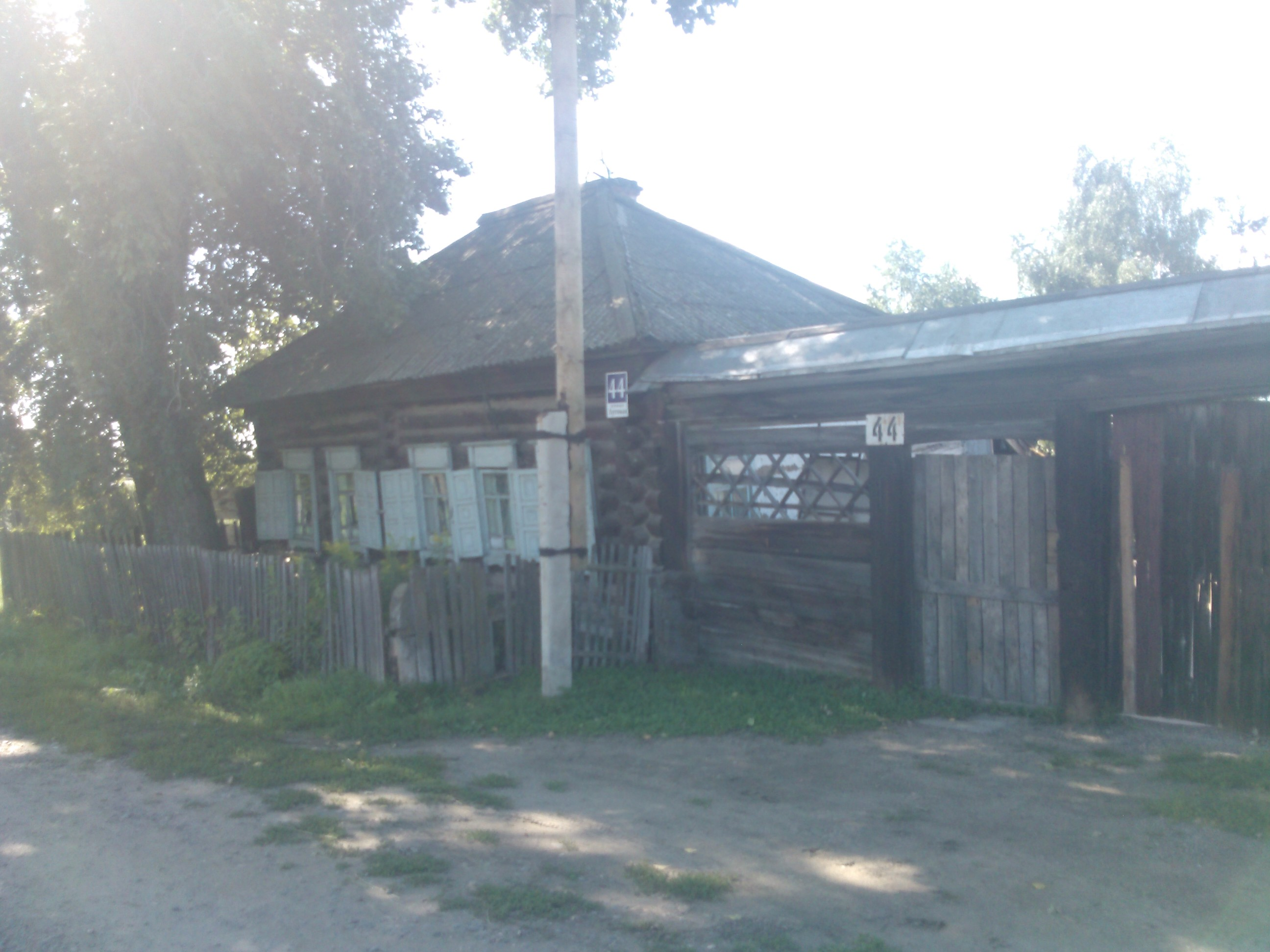
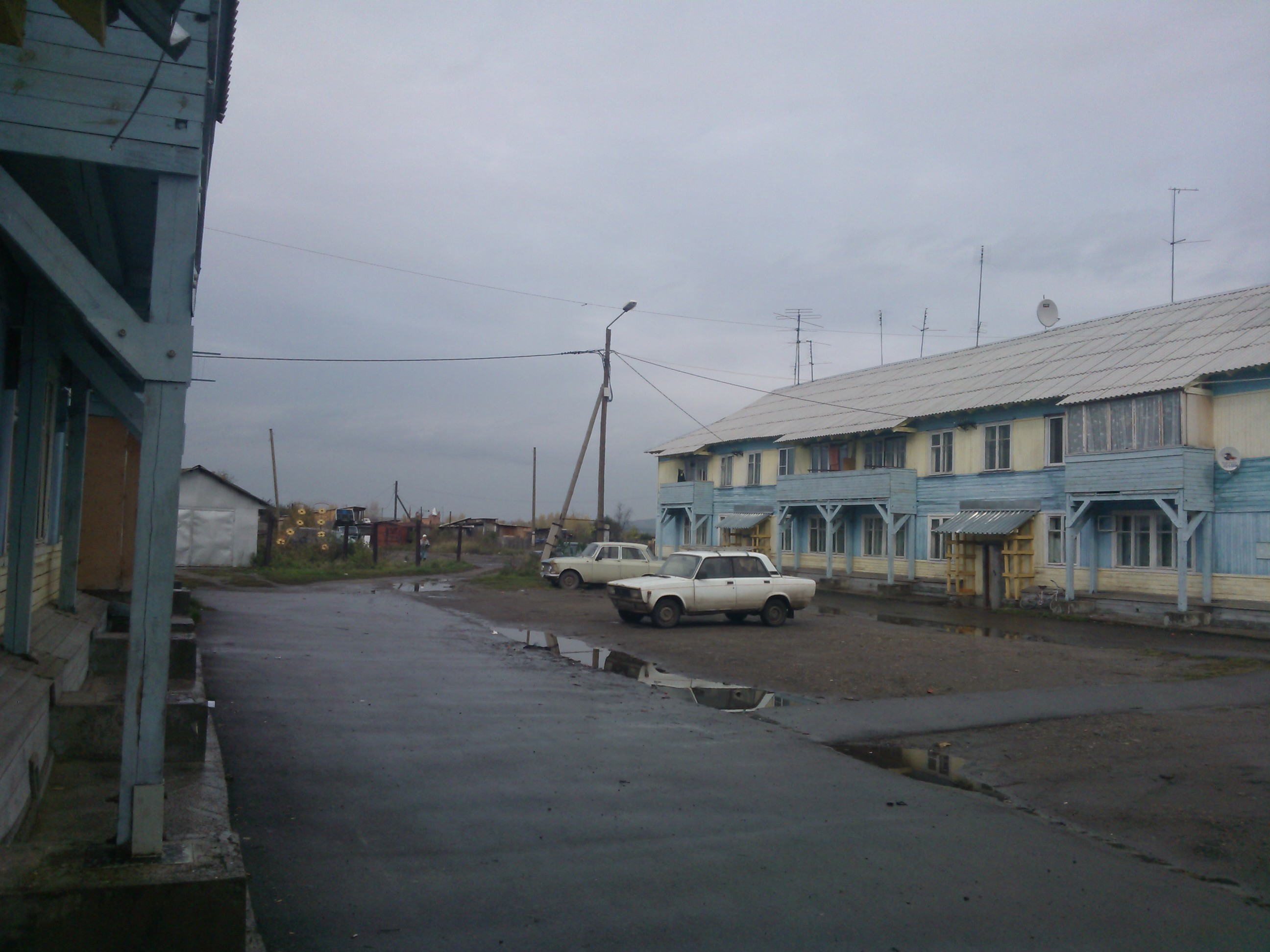
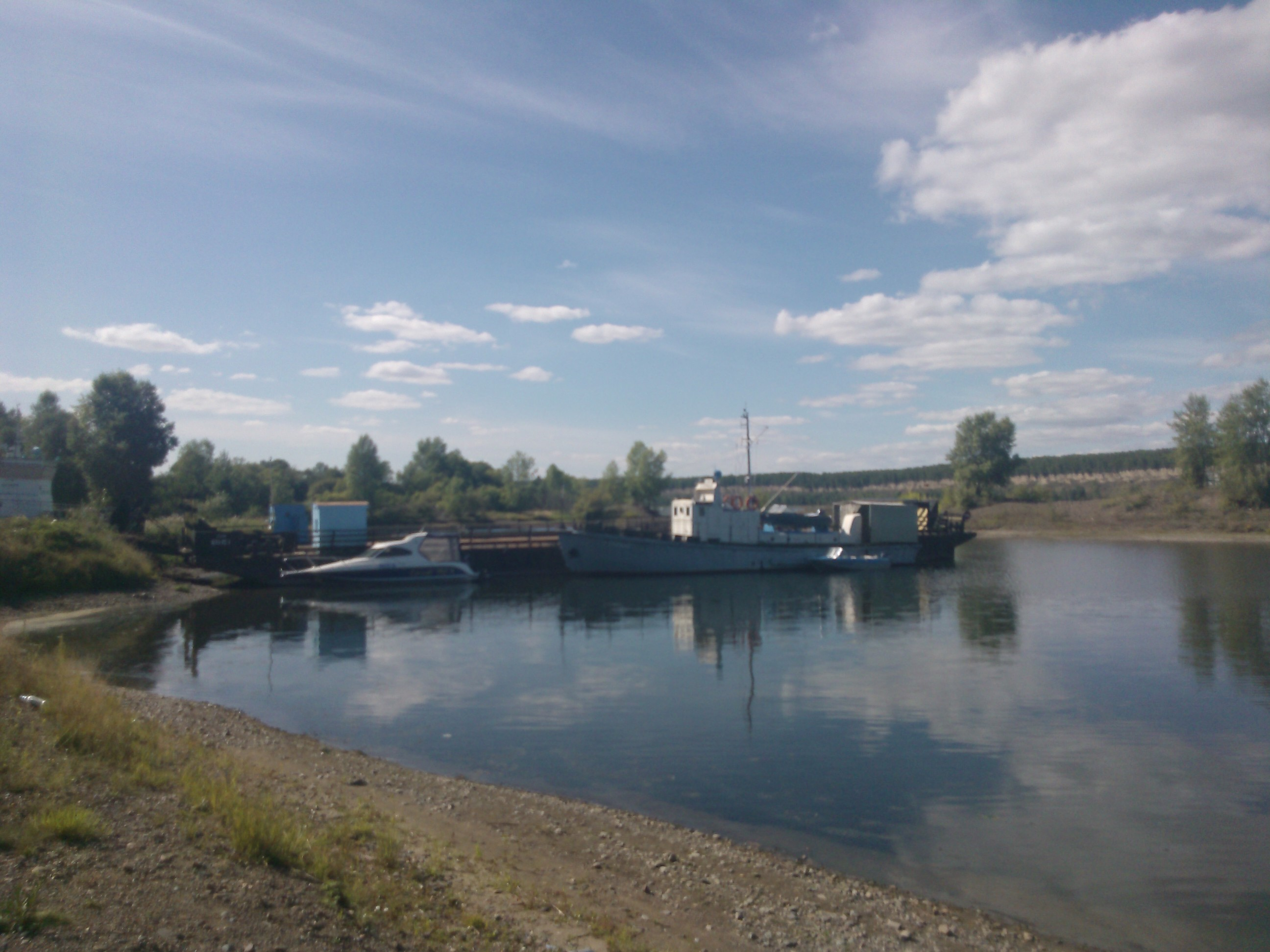
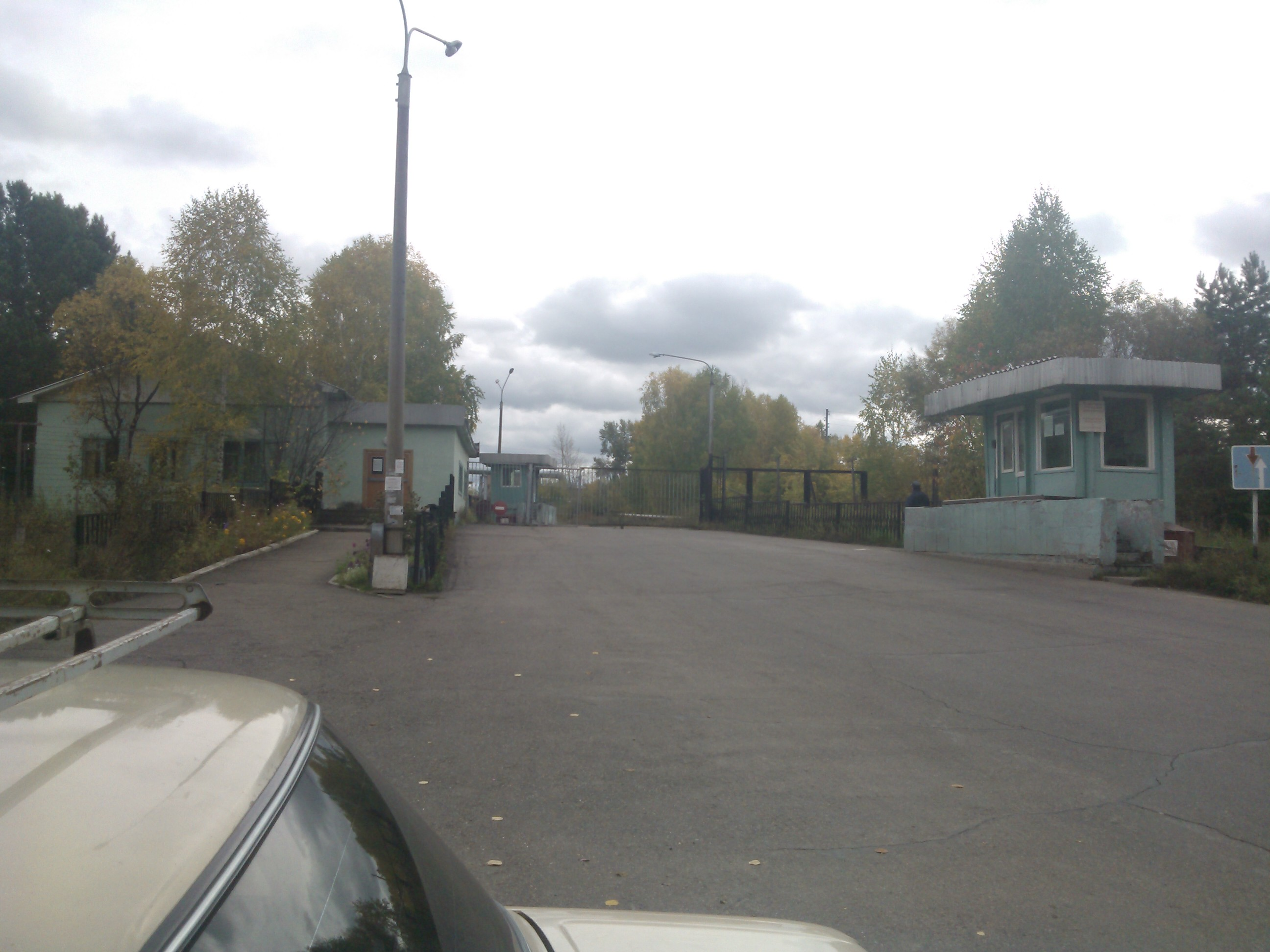
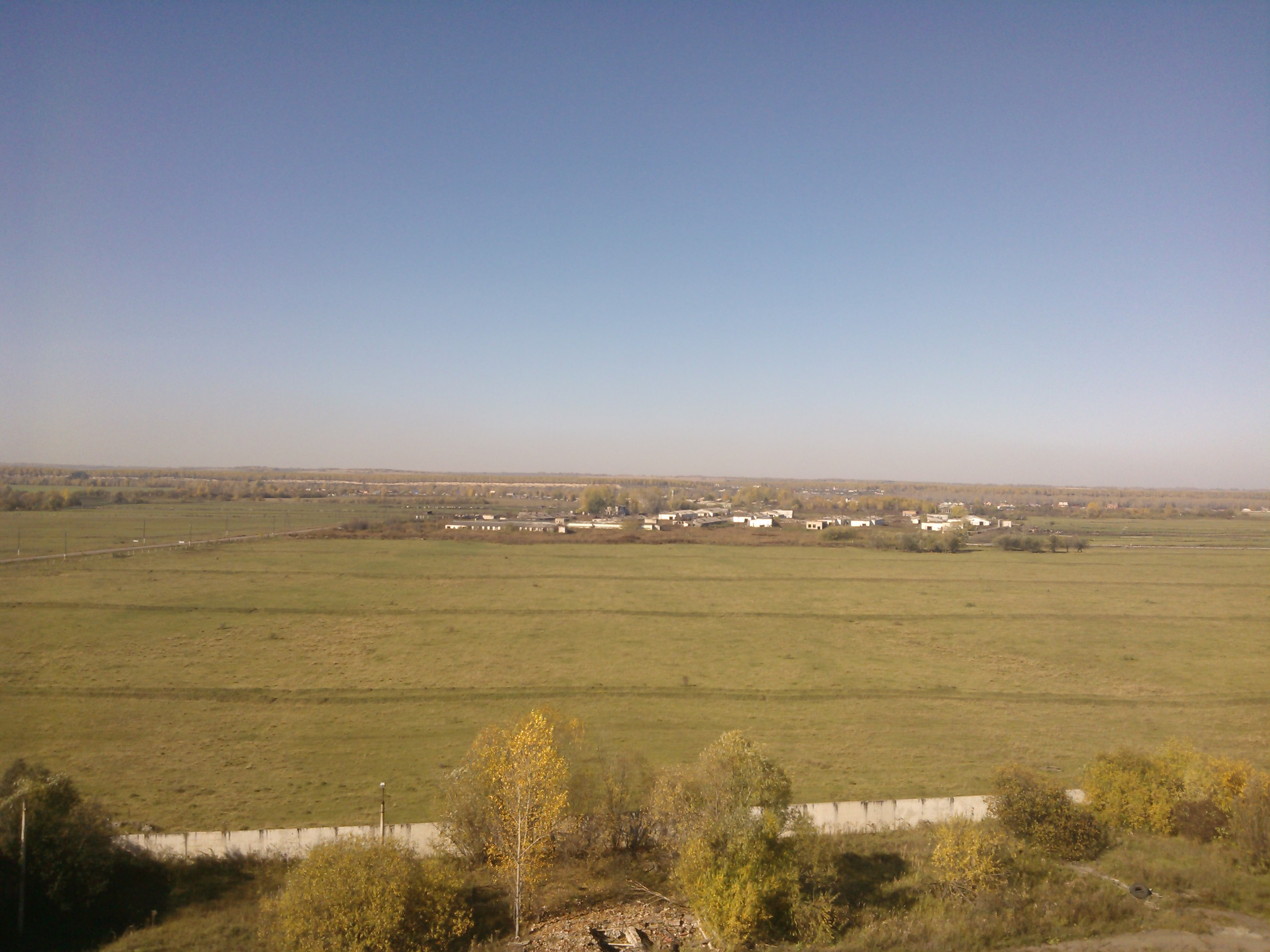